# Liste der Außenminister von Frankreich
Diese Liste enthält alle französischen Außenminister seit 1589.

## Ancien Régime
| Minister                                                             | Beginn             | Ende               |
| -------------------------------------------------------------------- | ------------------ | ------------------ |
| Louis de Revol                                                       | 1. Januar 1589     | 17. September 1594 |
| Nicolas de Neufville, seigneur de Villeroy                           | 30. Dezember 1594  | 9. August 1616     |
| Armand-Jean du Plessis, duc de Richelieu                             | 30. November 1616  | 24. April 1617     |
| Pierre Brûlart de Sillery                                            | 24. April 1617     | 11. März 1626      |
| Raymond Phélypeaux, seigneur d’Herbault                              | 11. März 1626      | 2. Mai 1629        |
| Claude Bouthillier                                                   | 2. Mai 1629        | 18. März 1632      |
| Léon Bouthillier, comte de Chavigny                                  | 18. März 1632      | 23. Juni 1643      |
| Henri Auguste de Loménie                                             | 23. Juni 1643      | 3. April 1663      |
| Hugues de Lionne                                                     | 3. April 1663      | 1. September 1671  |
| Simon Arnauld de Pomponne                                            | 1. September 1671  | 18. November 1679  |
| Charles Colbert, marquis de Croissy                                  | 12. Februar 1680   | 28. Juli 1696      |
| Jean-Baptiste Colbert, marquis de Torcy                              | 28. Juli 1696      | 22. September 1715 |
| Nicolas Chalon du Blé                                                | 23. September 1715 | 1. September 1718  |
| Guillaume Dubois                                                     | 24. September 1718 | 10. August 1723    |
| Charles Jean Baptiste Fleuriau de Morville                           | 16. August 1723    | 19. August 1727    |
| Germain Louis Chauvelin                                              | 23. August 1727    | 20. Februar 1737   |
| Jean-Jacques Amelot de Chaillou                                      | 22. Februar 1737   | 26. April 1744     |
| Adrien-Maurice de Noailles                                           | 26. April 1744     | 19. November 1744  |
| René Louis d’Argenson                                                | 19. November 1744  | 10. Januar 1747    |
| Louis Philogène Brûlart de Sillery                                   | 27. Januar 1747    | 9. September 1751  |
| François Dominique de Barberie                                       | 11. September 1751 | 24. Juli 1754      |
| Antoine Louis Rouillé                                                | 24. Juli 1754      | 28. Juni 1757      |
| François-Joachim de Pierre de Bernis                                 | 28. Juni 1757      | 9. Oktober 1758    |
| Étienne-François de Choiseul (1.)                                    | 3. Dezember 1758   | 13. Oktober 1761   |
| César Gabriel de Choiseul-Praslin                                    | 13. Oktober 1761   | 10. April 1766     |
| Étienne François, duc de Choiseul (2.)                               | 10. April 1766     | 24. Dezember 1770  |
| Louis Phélypeaux de Saint-Florentin                                  | 24. Dezember 1770  | 6. Juni 1771       |
| Emmanuel-Armand de Vignerot du Plessis de Richelieu, duc d’Aiguillon | 6. Juni 1771       | 2. Juni 1774       |
| Henri Léonard Jean Baptiste Bertin                                   | 2. Juni 1774       | 21. Juli 1774      |
| Charles Gravier, comte de Vergennes                                  | 21. Juli 1774      | 13. Februar 1787   |
| Armand Marc de Montmorin Saint-Hérem (1.)                            | 14. Februar 1787   | 13. Juli 1789      |
| Paul François de Quelen de La Vauguyon                               | 13. Juli 1789      | 16. Juli 1789      |
| Armand Marc de Montmorin Saint-Hérem (2.)                            | 16. Juli 1789      | 29. November 1791  |

## Revolution
| Minister                                    | Beginn            | Ende             |
| ------------------------------------------- | ----------------- | ---------------- |
| Claude Antoine de Valdec de Lessart         | 29. November 1791 | 15. März 1792    |
| Charles-François Dumouriez                  | 15. März 1792     | 13. Juni 1792    |
| Pierre-Paul de Méredieu                     | 13. Juni 1792     | 18. Juni 1792    |
| Scipion Victor, marquis de Chambonas        | 18. Juni 1792     | 23. Juli 1792    |
| François Joseph de Gratet                   | 23. Juli 1792     | 1. August 1792   |
| Claude Bigot de Sainte-Croix                | 1. August 1792    | 10. August 1792  |
| Pierre Henri Hélène Marie Lebrun-Tondu      | 10. August 1792   | 21. Juni 1793    |
| François Louis Michel Chemin Deforgues      | 21. Juni 1793     | 2. April 1794    |
| Jean Marie Claude Alexandre Goujon          | 5. April 1794     | 8. April 1794    |
| Martial Joseph Armand Herman                | 8. April 1794     | 20. April 1794   |
| unbesetzt                                   | 20. April 1794    | 3. November 1795 |
| Charles Delacroix                           | 3. November 1795  | 15. Juli 1797    |
| Charles-Maurice de Talleyrand-Périgord (1.) | 15. Juli 1797     | 20. Juli 1799    |

## Konsulat und Erstes Kaiserreich
| Minister                                    | Beginn            | Ende              |
| ------------------------------------------- | ----------------- | ----------------- |
| Karl Friedrich Reinhard                     | 20. Juli 1799     | 22. November 1799 |
| Charles-Maurice de Talleyrand-Périgord (2.) | 22. November 1799 | 9. August 1807    |
| Jean-Baptiste Nompère de Champagny          | 9. August 1807    | 17. April 1811    |
| Hugues-Bernard Maret                        | 17. April 1811    | 20. November 1813 |
| Armand de Caulaincourt (1.)                 | 20. November 1813 | 1. April 1814     |

## Restauration
| Minister                                    | Beginn        | Ende          |
| ------------------------------------------- | ------------- | ------------- |
| Antoine de Laforêt                          | 3. April 1814 | 13. Mai 1814  |
| Charles-Maurice de Talleyrand-Périgord (3.) | 13. Mai 1814  | 20. März 1815 |

## Herrschaft der hundert Tage
| Minister                    | Beginn        | Ende          |
| --------------------------- | ------------- | ------------- |
| Armand de Caulaincourt (2.) | 20. März 1815 | 22. Juni 1815 |

## Restauration
| Minister                                                  | Beginn             | Ende               |
| --------------------------------------------------------- | ------------------ | ------------------ |
| Louis Pierre Édouard Bignon (1.)                          | 22. Juni 1815      | 7. Juli 1815       |
| Charles-Maurice de Talleyrand-Périgord (4.)               | 9. Juli 1815       | 26. September 1815 |
| Armand Emmanuel du Plessis, duc de Richelieu              | 26. September 1815 | 29. Dezember 1818  |
| Jean Joseph Paul Augustin Dessoles                        | 29. Dezember 1818  | 19. November 1819  |
| Étienne-Denis Pasquier                                    | 19. November 1819  | 14. Dezember 1821  |
| Mathieu de Montmorency-Laval                              | 14. Dezember 1821  | 28. Dezember 1822  |
| François-René de Chateaubriand                            | 28. Dezember 1822  | 4. August 1824     |
| Ange Hyacinthe Maxence de Damas                           | 4. August 1824     | 4. Januar 1828     |
| Pierre-Louis-Auguste Ferron de La Ferronnays              | 4. Januar 1828     | 24. April 1829     |
| Adrien de Montmorency-Laval                               | 24. April 1829     | 14. Mai 1829       |
| Joseph-Marie Portalis                                     | 14. Mai 1829       | 8. August 1829     |
| Jules de Polignac                                         | 8. August 1829     | 29. Juli 1830      |
| Victor-Louis-Victurnien de Rochechouart, duc de Mortemart | 29. Juli 1830      | 29. Juli 1830      |
| Louis Pierre Édouard Bignon (2.)                          | 31. Juli 1830      | 1. August 1830     |
| Jean-Baptiste Jourdan                                     | 1. August 1830     | 11. August 1830    |

## Julimonarchie
| Minister                       | Beginn            | Ende              |
| ------------------------------ | ----------------- | ----------------- |
| Louis-Mathieu Molé (1.)        | 11. August 1830   | 2. November 1830  |
| Nicolas-Joseph Maison          | 2. November 1830  | 17. November 1830 |
| Horace-François Sébastiani     | 17. November 1830 | 11. Oktober 1832  |
| Achille-Léon-Victor de Broglie | 11. Oktober 1832  | 4. April 1834     |
| Henri Gauthier de Rigny (1.)   | 4. April 1834     | 10. November 1834 |
| Charles-Joseph Bresson         | 10. November 1834 | 18. November 1834 |
| Henri Gauthier de Rigny (2.)   | 18. November 1834 | 12. März 1835     |
| Achille-Léon-Victor de Broglie | 12. März 1835     | 22. Februar 1836  |
| Adolphe Thiers                 | 22. Februar 1836  | 6. September 1836 |
| Louis-Mathieu Molé (2.)        | 6. September 1836 | 31. März 1839     |
| Louis Napoléon Lannes          | 31. März 1839     | 12. Mai 1839      |
| Nicolas Jean-de-Dieu Soult     | 12. Mai 1839      | 1. März 1840      |
| Adolphe Thiers                 | 1. März 1840      | 29. Oktober 1840  |
| François Guizot                | 29. Oktober 1840  | 23. Februar 1848  |

## Zweite Republik
| Minister                               | Beginn            | Ende              |
| -------------------------------------- | ----------------- | ----------------- |
| Alphonse de Lamartine                  | 24. Februar 1848  | 11. Mai 1848      |
| Jules Bastide (1.)                     | 11. Mai 1848      | 29. Juni 1848     |
| Marie-Alphonse Bedeau                  | 29. Juni 1848     | 17. Juli 1848     |
| Jules Bastide (2.)                     | 17. Juli 1848     | 20. Dezember 1848 |
| Édouard Drouyn de Lhuys (1.)           | 20. Dezember 1848 | 2. Juni 1849      |
| Alexis de Tocqueville                  | 2. Juni 1849      | 31. Oktober 1849  |
| Alphonse de Rayneval                   | 31. Oktober 1849  | 17. November 1849 |
| Jean Ernest Ducos de Lahitte           | 17. November 1849 | 9. Januar 1851    |
| Édouard Drouyn de Lhuys (2.)           | 9. Januar 1851    | 24. Januar 1851   |
| Anatole Brénier de Renaudière          | 24. Januar 1851   | 10. April 1851    |
| Jules Baroche (1.)                     | 10. April 1851    | 26. Oktober 1851  |
| Louis Félix Étienne, marquis de Turgot | 26. Oktober 1851  | 28. Juli 1852     |

## Zweites Kaiserreich
| Minister                                  | Beginn            | Ende              |
| ----------------------------------------- | ----------------- | ----------------- |
| Édouard Drouyn de Lhuys (3.)              | 28. Juli 1852     | 7. Mai 1855       |
| Alexandre Colonna-Walewski                | 7. Mai 1855       | 4. Januar 1860    |
| Jules Baroche (2.)                        | 4. Januar 1860    | 24. Januar 1860   |
| Édouard Thouvenel                         | 24. Januar 1860   | 15. Oktober 1862  |
| Édouard Drouyn de Lhuys (4.)              | 15. Oktober 1862  | 1. September 1866 |
| Charles de La Valette (1.)                | 1. September 1866 | 2. Oktober 1866   |
| Lionel de Moustier                        | 2. Oktober 1866   | 17. Dezember 1868 |
| Charles de La Valette (2.)                | 17. Dezember 1868 | 17. Juli 1869     |
| Henri-Godefroy de La Tour d’Auvergne (1.) | 17. Juli 1869     | 2. Januar 1870    |
| Napoléon Daru                             | 2. Januar 1870    | 14. April 1870    |
| Émile Ollivier                            | 14. April 1870    | 15. Mai 1870      |
| Antoine Alfred Agénor de Gramont          | 15. Mai 1870      | 10. August 1870   |
| Henri-Godefroy de La Tour d’Auvergne (2.) | 10. August 1870   | 4. September 1870 |

## Dritte Republik
| Minister                       | Beginn             | Ende               |
| ------------------------------ | ------------------ | ------------------ |
| Jules Favre                    | 4. September 1870  | 2. August 1871     |
| Charles de Rémusat             | 2. August 1871     | 25. Mai 1873       |
| Albert de Broglie              | 25. Mai 1873       | 26. November 1873  |
| Louis Decazes                  | 29. November 1873  | 23. November 1877  |
| Gaston de Banneville           | 23. November 1877  | 13. Dezember 1877  |
| William Henry Waddington       | 13. Dezember 1877  | 28. Dezember 1879  |
| Charles de Freycinet (1.)      | 28. Dezember 1879  | 23. September 1880 |
| Jules Barthélemy-Saint-Hilaire | 23. September 1880 | 14. November 1881  |
| Léon Gambetta                  | 14. November 1881  | 30. Januar 1882    |
| Charles de Freycinet (2.)      | 30. Januar 1882    | 7. August 1882     |
| Charles Duclerc                | 7. August 1882     | 29. Januar 1883    |
| Armand Fallières               | 29. Januar 1883    | 21. Februar 1883   |
| Paul Challemel-Lacour          | 21. Februar 1883   | 20. November 1883  |
| Jules Ferry                    | 20. November 1883  | 6. April 1885      |
| Charles de Freycinet (3.)      | 6. April 1885      | 11. Dezember 1886  |
| Émile Flourens                 | 11. Dezember 1886  | 3. April 1888      |
| René Goblet                    | 3. April 1888      | 22. Februar 1889   |
| Eugène Spuller                 | 22. Februar 1889   | 17. März 1890      |
| Alexandre Ribot (1.)           | 17. März 1890      | 11. Januar 1893    |
| Jules Develle                  | 11. Januar 1893    | 3. Dezember 1893   |
| Jean Casimir-Perier            | 3. Dezember 1893   | 30. Mai 1894       |
| Gabriel Hanotaux (1.)          | 30. Mai 1894       | 1. November 1895   |
| Marcelin Berthelot             | 1. November 1895   | 28. März 1896      |
| Léon Bourgeois (1.)            | 28. März 1896      | 29. April 1896     |
| Gabriel Hanotaux (2.)          | 29. April 1896     | 28. Juni 1898      |
| Théophile Delcassé (1.)        | 28. Juni 1898      | 6. Juni 1905       |
| Maurice Rouvier                | 6. Juni 1905       | 13. März 1906      |
| Léon Bourgeois (2.)            | 14. März 1906      | 25. Oktober 1906   |
| Stephen Pichon (1.)            | 25. Oktober 1906   | 2. März 1911       |
| Jean Cruppi                    | 2. März 1911       | 27. Juni 1911      |
| Justin de Selves               | 27. Juni 1911      | 9. Januar 1912     |
| Raymond Poincaré (1.)          | 14. Januar 1912    | 22. Januar 1913    |
| Charles Jonnart                | 22. Januar 1913    | 22. März 1913      |
| Stéphen Pichon (2.)            | 22. März 1913      | 9. Dezember 1913   |
| Gaston Doumergue (1.)          | 9. Dezember 1913   | 9. Juni 1914       |
| Léon Bourgeois (3.)            | 9. Juni 1914       | 13. Juni 1914      |
| René Viviani (1.)              | 13. Juni 1914      | 3. August 1914     |
| Gaston Doumergue (2.)          | 3. August 1914     | 26. August 1914    |
| Théophile Delcassé (2.)        | 26. August 1914    | 13. Oktober 1915   |
| René Viviani (2.)              | 13. Oktober 1915   | 29. Oktober 1915   |
| Aristide Briand (1.)           | 29. Oktober 1915   | 20. März 1917      |
| Alexandre Ribot (2.)           | 20. März 1917      | 23. Oktober 1917   |
| Louis Barthou (1.)             | 23. Oktober 1917   | 16. November 1917  |
| Stéphen Pichon (3.)            | 16. November 1917  | 20. Januar 1920    |
| Alexandre Millerand            | 20. Januar 1920    | 24. September 1920 |
| Georges Leygues                | 24. September 1920 | 16. Januar 1921    |
| Aristide Briand (2.)           | 16. Januar 1921    | 15. Januar 1922    |
| Raymond Poincaré (2.)          | 15. Januar 1922    | 9. Juni 1924       |
| Edmond Lefebvre du Prey        | 9. Juni 1924       | 14. Juni 1924      |
| Édouard Herriot (1.)           | 14. Juni 1924      | 17. April 1925     |
| Aristide Briand (3.)           | 17. April 1925     | 19. Juli 1926      |
| Édouard Herriot (2.)           | 19. Juli 1926      | 23. Juli 1926      |
| Aristide Briand (4.)           | 23. Juli 1926      | 14. Januar 1932    |
| Pierre Laval (1.)              | 14. Januar 1932    | 20. Februar 1932   |
| André Tardieu                  | 20. Februar 1932   | 3. Juni 1932       |
| Édouard Herriot (3.)           | 3. Juni 1932       | 18. Dezember 1932  |
| Joseph Paul-Boncour (1.)       | 18. Dezember 1932  | 30. Januar 1934    |
| Édouard Daladier (1.)          | 30. Januar 1934    | 9. Februar 1934    |
| Louis Barthou (2.)             | 9. Februar 1934    | 9. Oktober 1934    |
| Pierre Laval (2.)              | 13. Oktober 1934   | 24. Januar 1936    |
| Pierre-Étienne Flandin (1.)    | 24. Januar 1936    | 4. Juni 1936       |
| Yvon Delbos                    | 4. Juni 1936       | 13. März 1938      |
| Joseph Paul-Boncour (2.)       | 13. März 1938      | 10. April 1938     |
| Georges Bonnet                 | 10. April 1938     | 13. September 1939 |
| Édouard Daladier (2.)          | 13. September 1939 | 21. März 1940      |
| Paul Reynaud (1.)              | 21. März 1940      | 18. Mai 1940       |
| Édouard Daladier (3.)          | 18. Mai 1940       | 5. Juni 1940       |
| Paul Reynaud (2.)              | 5. Juni 1940       | 16. Juni 1940      |
| Paul Baudouin                  | 16. Juni 1940      | 28. Oktober 1940   |
| Pierre Laval (3.)              | 28. Oktober 1940   | 13. Dezember 1940  |
| Pierre-Étienne Flandin (2.)    | 13. Dezember 1940  | 9. Februar 1941    |
| François Darlan                | 10. Februar 1941   | 18. April 1942     |
| Pierre Laval (4.)              | 18. April 1942     | 20. August 1944    |
| Freie Kommissare               |                    |                    |
| Maurice Dejean                 | 24. September 1941 | 17. Oktober 1942   |
| René Pleven (1.)               | 17. Oktober 1942   | 5. Februar 1943    |
| René Massigli                  | 5. Februar 1943    | 10. September 1944 |

## Vierte Republik
| Minister             | Beginn             | Ende              |
| -------------------- | ------------------ | ----------------- |
| Georges Bidault (1.) | 10. September 1944 | 16. Dezember 1946 |
| Léon Blum            | 16. Dezember 1946  | 22. Januar 1947   |
| Georges Bidault (2:) | 22. Januar 1947    | 26. Juli 1948     |
| Robert Schuman       | 26. Juli 1948      | 8. Januar 1953    |
| Georges Bidault (3.) | 8. Januar 1953     | 19. Juni 1954     |
| Pierre Mendès France | 19. Juni 1954      | 20. Januar 1955   |
| Edgar Faure          | 20. Januar 1955    | 23. Februar 1955  |
| Antoine Pinay        | 23. Februar 1955   | 1. Februar 1956   |
| Christian Pineau     | 1. Februar 1956    | 14. Mai 1958      |
| René Pleven (2.)     | 14. Mai 1958       | 1. Juni 1958      |

## Fünfte Republik
| Minister                  | Beginn             | Ende              |
| ------------------------- | ------------------ | ----------------- |
| Maurice Couve de Murville | 1. Juni 1958       | 30. Mai 1968      |
| Michel Debré              | 30. Mai 1968       | 22. Juni 1969     |
| Maurice Schumann          | 22. Juni 1969      | 15. März 1973     |
| André Bettencourt         | 15. März 1973      | 4. April 1973     |
| Michel Jobert             | 4. April 1973      | 28. Mai 1974      |
| Jean Sauvagnargues        | 28. Mai 1974       | 27. August 1976   |
| Louis de Guiringaud       | 27. August 1976    | 29. November 1978 |
| Jean François-Poncet      | 29. November 1978  | 22. Mai 1981      |
| Claude Cheysson           | 22. Mai 1981       | 7. Dezember 1984  |
| Roland Dumas (1.)         | 7. Dezember 1984   | 20. März 1986     |
| Jean-Bernard Raimond      | 20. März 1986      | 12. Mai 1988      |
| Roland Dumas (2.)         | 12. Mai 1988       | 29. März 1993     |
| Alain Juppé (1.)          | 29. März 1993      | 18. Mai 1995      |
| Hervé de Charette         | 18. Mai 1995       | 4. Juni 1997      |
| Hubert Védrine            | 4. Juni 1997       | 7. Mai 2002       |
| Dominique de Villepin     | 7. Mai 2002        | 31. März 2004     |
| Michel Barnier            | 31. März 2004      | 2. Juni 2005      |
| Philippe Douste-Blazy     | 2. Juni 2005       | 18. Mai 2007      |
| Bernard Kouchner          | 18. Mai 2007       | 14. November 2010 |
| Michèle Alliot-Marie      | 14. November 2010  | 27. Februar 2011  |
| Alain Juppé (2.)          | 27. Februar 2011   | 15. Mai 2012      |
| Laurent Fabius            | 16. Mai 2012       | 11. Februar 2016  |
| Jean-Marc Ayrault         | 11. Februar 2016   | 17. Mai 2017      |
| Jean-Yves Le Drian        | 17. Mai 2017       | 20. Mai 2022      |
| Catherine Colonna         | 20. Mai 2022       | 11. Januar 2024   |
| Stéphane Séjourné         | 11. Januar 2024    | 5. September 2024 |
| Jean-Noël Barrot          | 21. September 2024 |                   |